# Жейя
Жейя́ (фр. Jayat) — коммуна во Франции, находится в регионе Рона — Альпы. Департамент — Эн. Входит в состав кантона Монревель-ан-Брес. Округ коммуны — Бурк-ан-Брес.
Код INSEE коммуны — 01196.

## География
Коммуна расположена приблизительно в 350 км к юго-востоку от Парижа, в 75 км севернее Лиона, в 21 км к северо-западу от Бурк-ан-Бреса.
На востоке коммуны протекает река Ресуз.

## Климат
Климат полуконтинентальный с холодной зимой и тёплым летом. Дожди бывают нечасто, в основном летом.

## Население
Население коммуны на 2010 год составляло 1049 человек.
| 1962 | 1968 | 1975 | 1982 | 1990 | 1999 | 2010 |
| ---- | ---- | ---- | ---- | ---- | ---- | ---- |
| 758  | 713  | 698  | 681  | 650  | 774  | 1049 |

## Администрация
| Период | Период | Фамилия         | Партия | Примечания |
| ------ | ------ | --------------- | ------ | ---------- |
| 2001   | 2008   | Бернар Ламбре   |        |            |
| 2008   | 2014   | Даниель Березья |        |            |
| 2014   | 2020   | Робер Лонжерон  |        |            |

## Экономика
В 2010 году среди 639 человек трудоспособного возраста (15—64 лет) 516 были экономически активными, 123 — неактивными (показатель активности — 80,8 %, в 1999 году было 72,3 %). Из 516 активных жителей работали 487 человек (263 мужчины и 224 женщины), безработных было 29 (11 мужчин и 18 женщин). Среди 123 неактивных 38 человек были учениками или студентами, 54 — пенсионерами, 31 были неактивными по другим причинам.

## Фотогалерея
- Мельница Брюно
- Мост Брюно
- Колодец
- Карта коммуны